# Liste der Biografien/Soh
Liste der Biografien |
Portal Biografien |
Personensuche
# |
A |
B |
C |
D |
E |
F |
G |
H |
I |
J |
K |
L |
M |
N |
O |
P |
Q |
R |
S |
T |
U |
V |
W |
X |
Y |
Z |
?
 
Sa |
Sb |
Sc |
Sd |
Se |
Sf |
Sg |
Sh |
Si |
Sj |
Sk |
Sl |
Sm |
Sn |
So |
Sp |
Sq |
Sr |
Ss |
St |
Su |
Sv |
Sw |
Sy |
Sz
 
Soa |
Sob |
Soc |
Sod |
Soe |
Sof |
Sog |
Soh |
Soi |
Soj |
Sok |
Sol |
Som |
Son |
Soo |
Sop |
Sor |
Sos |
Sot |
Sou |
Sov |
Sow |
Sox |
Soy |
Soz
Die Liste der Biografien führt alle Personen auf, die in der deutschsprachigen Wikipedia einen Artikel haben. Dieses ist eine Teilliste mit 147 Einträgen von Personen, deren Namen mit den Buchstaben „Soh“ beginnt.

## Soh
- Soh Chin Ann (* 1950), malaysischer FußballspielerSoh Chin Ann (* 1950)

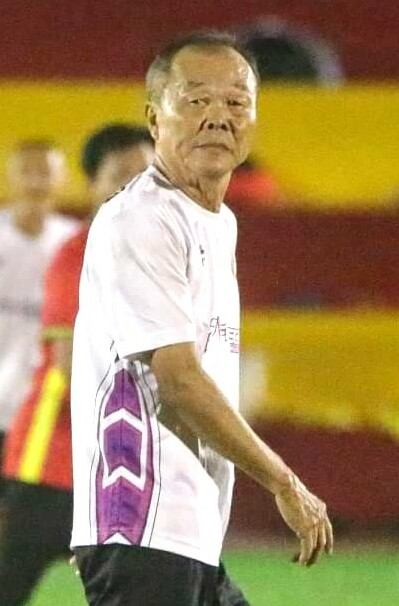
Soh Chin Ann (* 1950)

- Soh, Kwang-sup (1945–2021), südkoreanischer Physiker
- Soh, Rui Yong (* 1991), singapurischer Leichtathlet
- Soh, Wooi Yik (* 1998), malaysischer Badmintonspieler

### Soha
- Sohaemus, König von Großarmenien
- Sohaemus, Fürst von Emesa und König der Sophene
- Sohail, Omaima (* 1997), pakistanische Cricketspielerin
- Sohan, Yousaf (* 1958), pakistanischer römisch-katholischer Geistlicher und Bischof von Multan
- Sohani, Shirin (* 1986), iranische Filmregisseurin für Animationsfilme, Drehbuchautorin und Konzeptkünstlerin

### Sohe
- Soheili, Ali (1896–1958), iranischer Politiker und Ministerpräsident Irans
- Soher, Rodney (1893–1983), britischer Bobfahrer
- Soherr, Eberhard (1812–1887), deutscher Politiker
- Soherr, Heinrich Wendelin (1863–1929), Landtagsabgeordneter Volksstaat Hessen
- Soherr, Johann Adam (1706–1778), deutscher Baumeister

### Sohi
- Sohi, Gurindar S. (* 1960), indisch-US-amerikanischer Computeringenieur
- Sohier, Charles-Joseph († 1759), französischer Geiger, Organist und Komponist

### Sohl
- Sohl, Hans-Günther (1906–1989), deutscher IndustriemanagerHans-Günther Sohl (1906–1989)
- Söhl, Irmhild (* 1943), deutsche Autorin

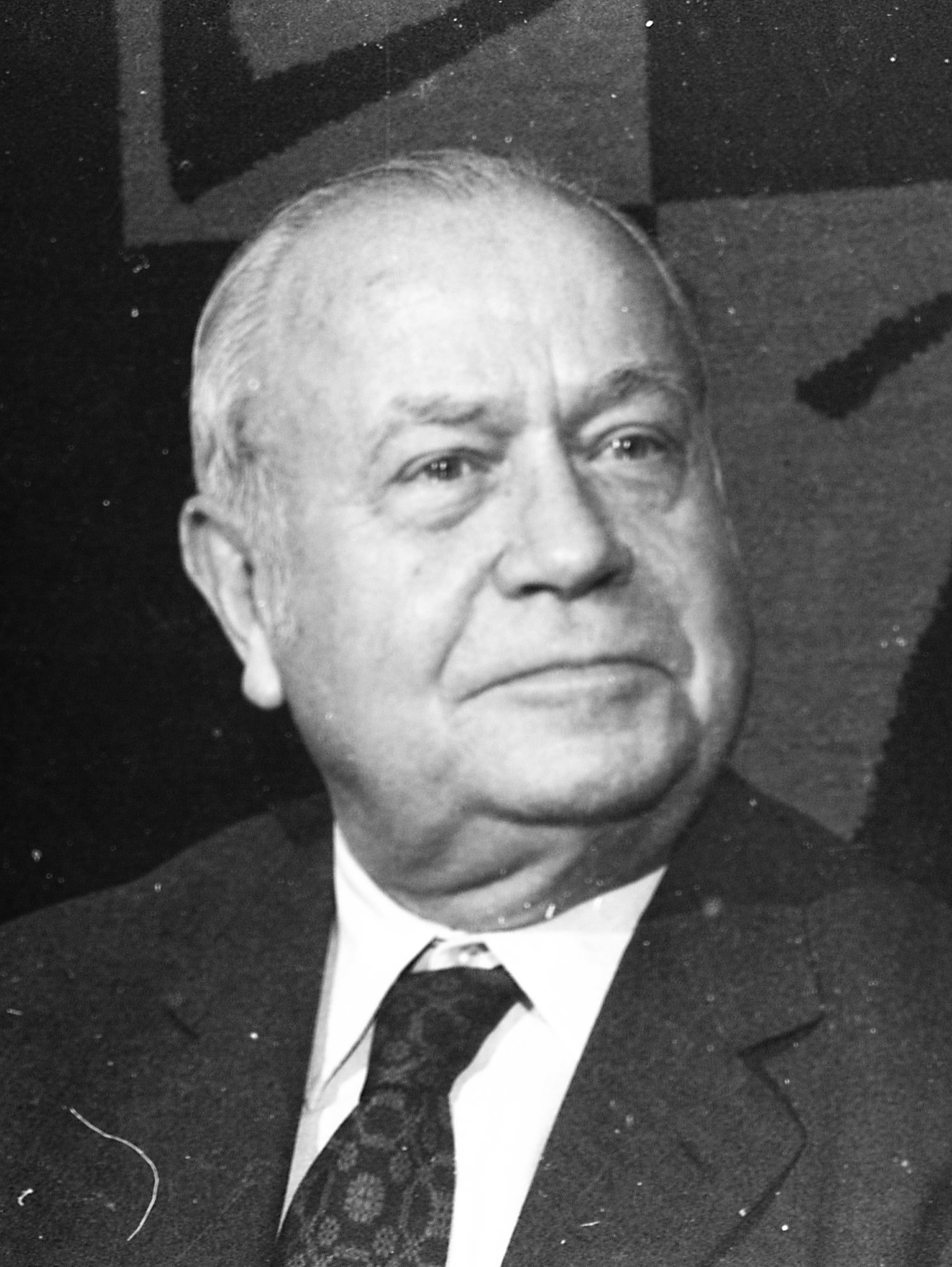
Hans-Günther Sohl (1906–1989)

- Sohl, Jerry (1913–2002), US-amerikanischer Drehbuchautor und Schriftsteller
- Sohl, Karl Heinrich (1883–1963), Bürgermeister, Mitglied des Provinziallandtages der Provinz Hessen-Nassau
- Sohl, Klaus (* 1935), deutscher Historiker und Museumsleiter
- Sohl, Pieter (1933–2018), deutscher Bildhauer und Maler
- Söhl, Rainer (* 1954), deutscher Designer und Künstler
- Sohl, Robert (1928–2001), US-amerikanischer Schwimmer
- Söhl, Tadesse († 1981), äthiopisches Adoptivkind deutscher Eltern
- Sohl, Will (1906–1969), deutscher Künstler
- Sohl-Donnell, Linda (* 1953), US-amerikanische Tänzerin, Choreographin und Tanzpädagogin
- Sohlberg, Harald (1869–1935), norwegischer Maler
- Söhle, Johann Christian (1801–1871), deutscher Kaufmann, Bankier und Politiker, MdHB
- Söhle, Karl (1861–1947), deutscher Schriftsteller und Hochschullehrer
- Söhle, Martin (1832–1904), deutscher Notar und Bankier
- Söhlenthal, Georg Wilhelm von (1698–1768), deutscher Adliger in dänischen Diensten
- Sohlern, Gilbert von (* 1957), deutscher Schauspieler
- Söhlke, Frank, deutscher American-Football-Spieler
- Sohlman, August (1824–1874), schwedischer Publizist
- Sohlman, Ragnar (1870–1948), schwedischer Ingenieur, Mitglied der Nobel Foundation
- Sohlman, Rauli (* 1959), finnischer Eishockeytorwart und -trainer
- Söhlmann, Fritz (1905–1977), deutscher Politiker (CDU), MdL

### Sohm
- Sohm, Fidelis (* 1787), Räuber
- Sohm, Pascal (* 1991), deutscher Fußballspieler
- Sohm, Rudolf (* 1939), österreichischer Politiker (ÖVP), Bürgermeister von Dornbirn
- Sohm, Rudolph (1841–1917), deutscher Rechtshistoriker und Kirchenrechtler
- Sohm, Simon (* 2001), Schweizer FussballspielerSimon Sohm (* 2001)

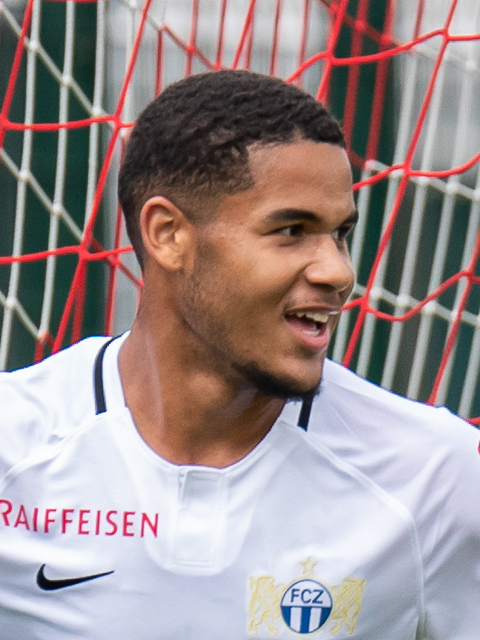
Simon Sohm (* 2001)

- Sohm, Theodor (1843–1924), deutscher Richter
- Sohm, Walther (1909–2001), niederösterreichischer Heimat- und Mundartforscher
- Sohm, Willi (1913–1974), österreichischer Kameramann
- Sohm, Wolfgang (* 1960), österreichischer Künstler
- Sohmen, Egon (1930–1977), deutsch-österreichischer Wirtschaftswissenschaftler
- Sohmen, Helmut (* 1939), österreichischer Manager in Hongkong, viertreichster Österreicher
- Sohmer, Philipp (* 1975), deutscher Hörfunk- und Fernsehjournalist, sowie Sportkommentator
- Sohmer, William (1852–1929), US-amerikanischer Politiker
- Söhmisch, Ulf J. (1938–2016), deutscher Schauspieler und Synchronsprecher

### Sohn
- SOHN, britischer Singer-Songwriter und Musikproduzent
- Sohn, Andreas (* 1959), deutscher Historiker
- Sohn, Anton (1769–1840), deutscher Maler und Terrakottakünstler
- Söhn, Carl (1853–1925), deutscher Porträt- und Genremaler der Düsseldorfer Schule
- Sohn, Christof (* 1961), deutscher Gynäkologe und Hochschullehrer
- Sohn, Elena-Katharina (* 1979), deutsche Autorin, Coach und Beraterin
- Sohn, Gunnar (* 1961), deutscher Wirtschaftspublizist
- Sohn, Hak-kyu (* 1947), südkoreanischer Politiker
- Söhn, Hartmut (1938–2020), deutscher Rechtswissenschaftler
- Sohn, Hermann (1895–1971), deutscher Kunstpädagoge und Künstler
- Sohn, Joachim (* 1968), deutscher Regisseur und Autor
- Söhn, Julius (1868–1943), deutscher Fotograf
- Sohn, Karl Ferdinand (1805–1867), deutscher MalerKarl Ferdinand Sohn (1805–1867)

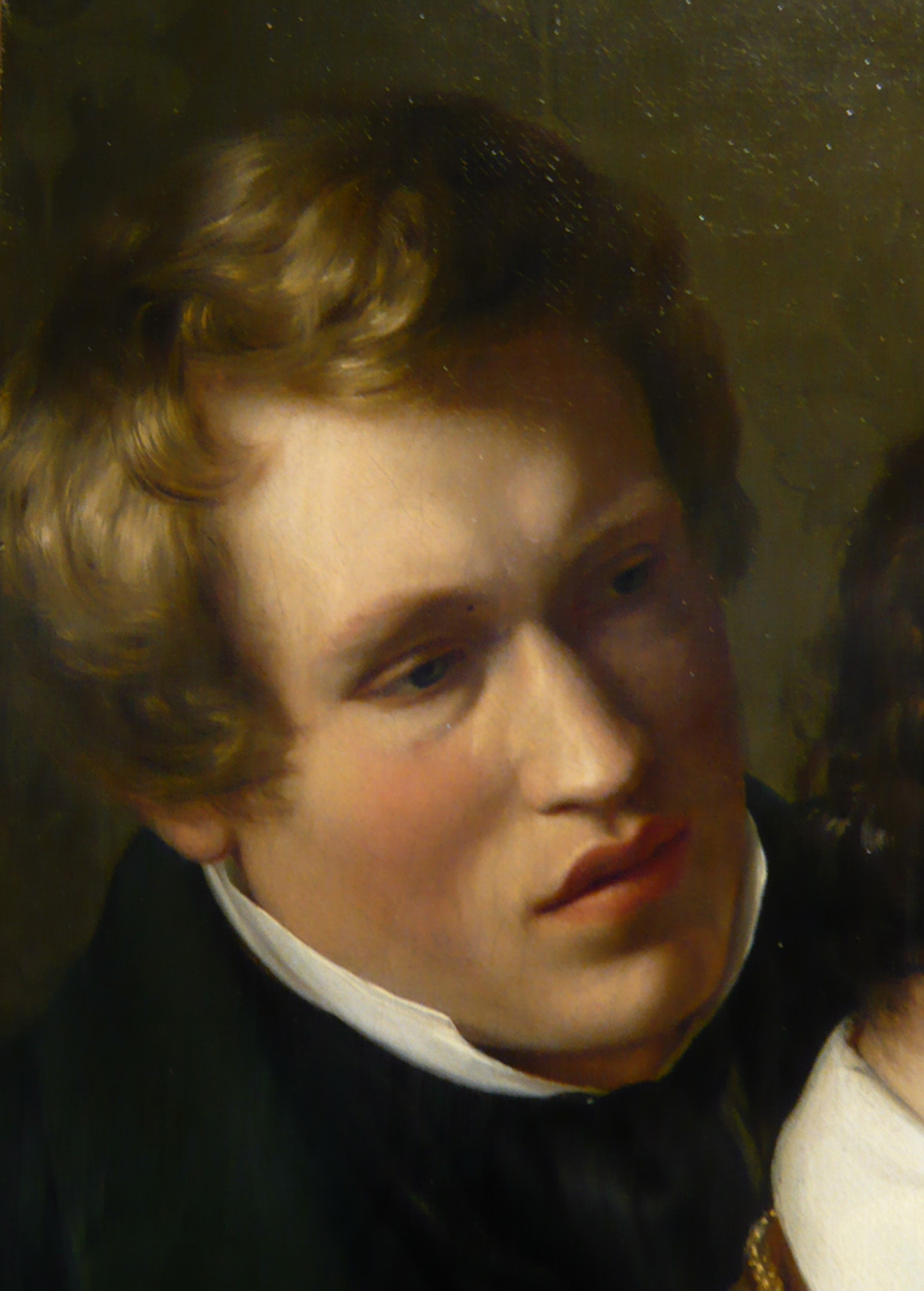
Karl Ferdinand Sohn (1805–1867)

- Sohn, Karl Rudolf (1845–1908), deutscher Maler
- Sohn, Karl-Heinz (1928–2017), deutscher Volkswirtschaftler, Staatssekretär und Manager
- Sohn, Kee-chung (1912–2002), koreanischer Marathonläufer, der für Japan startete
- Söhn, Korinna (* 1950), deutsche Ballettpädagogin und Autorin
- Sohn, Lorenz (1895–1981), deutscher Politiker (SPD), MdL Rheinland-Pfalz
- Sohn, Louis Bruno (1914–2006), US-amerikanischer Völkerrechtler
- Sohn, Manfred (* 1955), deutscher Politiker (Die Linke), MdL
- Sohn, Michael (* 1957), deutscher Designer für Schienenfahrzeuge
- Sohn, Ole (* 1954), dänischer Politiker, Mitglied des Folketing, Gewerkschaftsfunktionär und Schriftsteller
- Sohn, Paul († 1939), deutscher Sportfunktionär
- Sohn, Paul Eduard Richard (1834–1912), deutscher Maler
- Sohn, Peter (* 1977), US-amerikanischer Animator, Synchronsprecher, Drehbuchautor und Filmregisseur
- Sohn, Sonja (* 1964), US-amerikanische Schauspielerin und AktivistinSonja Sohn (* 1964)

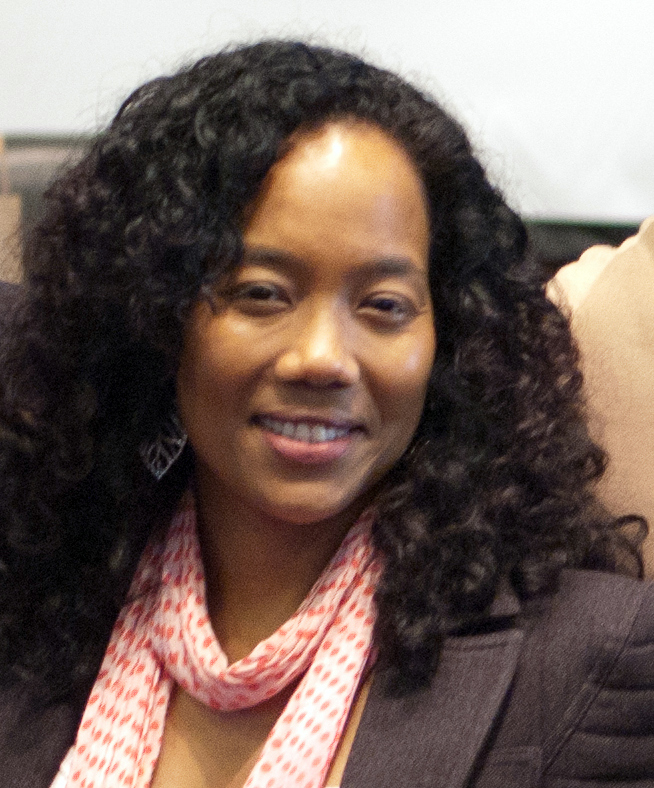
Sonja Sohn (* 1964)

- Sohn, Wilhelm (1829–1899), deutscher Maler
- Sohn-Kronthaler, Michaela (* 1969), österreichische evangelische Kirchenhistorikerin
- Sohn-Rethel, Alfred (1875–1958), deutscher Maler
- Sohn-Rethel, Alfred (1899–1990), deutscher Volkswirtschaftler, Philosoph und IndustriesoziologeAlfred Sohn-Rethel (1899–1990)

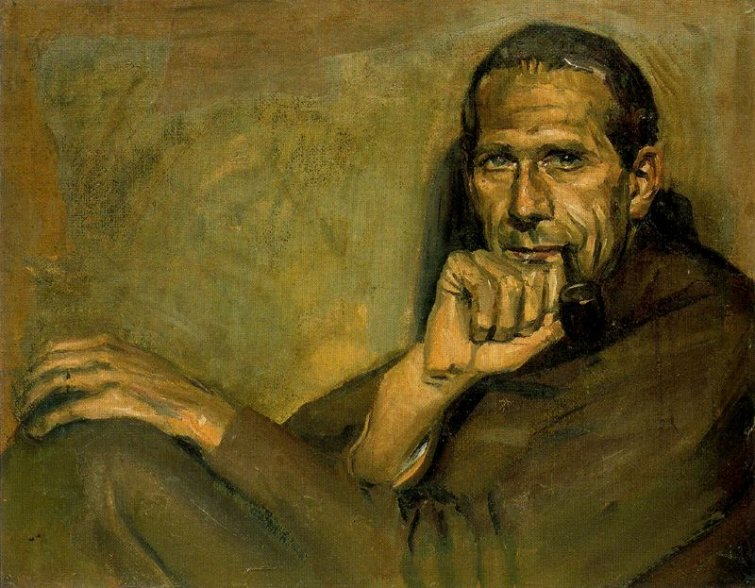
Alfred Sohn-Rethel (1899–1990)

- Sohn-Rethel, Else (1853–1933), deutsche Malerin, Zeichnerin und Sängerin
- Sohn-Rethel, Hans-Joachim (1905–1955), deutscher Schauspieler
- Sohn-Rethel, Karli (1882–1966), deutscher Maler
- Sohn-Rethel, Otto (1877–1949), deutscher Maler, Entomologe, Botaniker und Sammler
- Söhn-Skuwa, Richard (1887–1955), deutscher Porträt-, Figuren- und Landschaftsmaler
- Sohna, Ebrima (* 1988), gambischer Fußballspieler
- Söhnchen, Lini (1897–1978), deutsche Wasserspringerin
- Sohncke, Leonhard (1842–1897), deutscher Hochschullehrer, Professor für Physik
- Söhne, Julius Adolph von († 1616), Herausgeber der zweitältesten deutschsprachigen Zeitung, der „Aviso, Relation oder Zeitung“
- Söhne, Justian (1759–1833), deutscher Landwirt, Bürgermeister und Politiker
- Söhne, Walter (1913–2011), deutscher Landmaschineningenieur
- Söhnel, Fabio (* 1996), österreichischer Basketballspieler
- Sohnemann, Käthe (1913–1997), deutsche Kunstturnerin und Olympiasiegerin
- Söhner, Felicitas (* 1976), deutsche Historikerin
- Söhner, Paul (1898–1957), deutscher Komponist, Musiklehrer und Musikschriftsteller
- Söhngen, Andreas Bernhard (1864–1920), deutscher Landschafts-, Architektur- und Stilllebenmaler, Zeichner, Radierer und Lithograf
- Söhngen, Christof (* 1970), deutscher Jazzmusiker (Gitarre, Komposition)
- Söhngen, Gottlieb (1892–1971), deutscher katholischer Theologe und Philosoph
- Söhngen, Hans (1895–1985), deutscher Lehrer, Sportler und Sportfunktionär
- Söhngen, Josef (1894–1970), deutscher Buchhändler, Antifaschist
- Söhngen, Nicolaas Louis (1878–1934), niederländischer Mikrobiologe
- Söhngen, Oskar (1900–1983), deutscher evangelischer Theologe
- Söhngen, Uwe (* 1961), deutscher Jurist und Richter am Bundessozialgericht
- Söhnges, Wilhelm-Peter (1905–1985), deutscher Augenoptikermeister
- Söhnke, Gerhard (1916–2013), deutscher Botschafter
- Söhnker, Edmund (1865–1939), deutscher Tischler und Politiker (SPD)
- Söhnker, Hans (1903–1981), deutscher SchauspielerHans Söhnker (1903–1981)

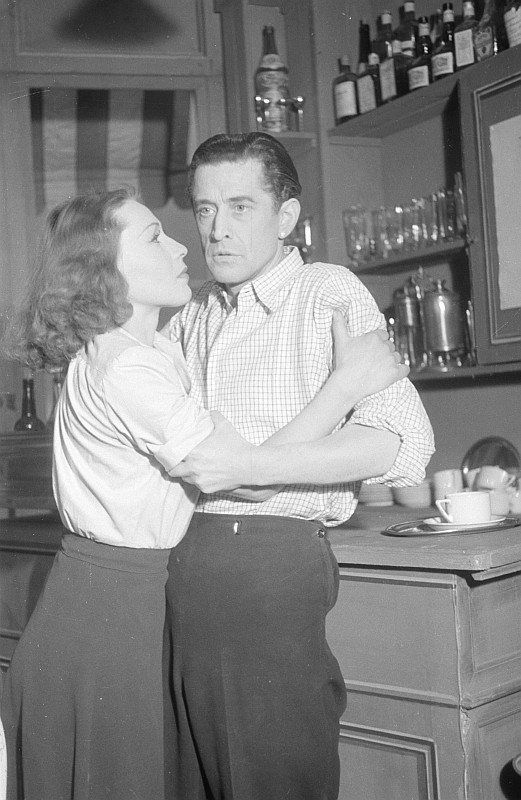
Hans Söhnker (1903–1981)

- Sohnle, Hans (1895–1976), deutscher Filmarchitekt
- Sohnle, Hugo (1864–1938), deutscher Tierarzt
- Sohnle, Walter (* 1944), deutscher Fußballspieler
- Sohnle, Werner Paul (1942–2008), deutscher Bibliothekar
- Söhnlein, Gisela (1921–2021), niederländische Widerstandskämpferin
- Söhnlein, Horst (1942–2023), deutscher politischer Aktivist und Drehbuchautor
- Söhnlein, Johann Jacob (1827–1912), deutscher Unternehmer
- Söhnlein, Julius (1856–1942), deutscher Ingenieur und Erfinder
- Söhnlein, Walter (1931–2021), deutscher Jurist und Verkehrsforscher
- Sohnrey, Friedrich (* 1817), Zeichner der Eisenbahndirektion Hannover, Herausgeber, Plankammerverwalter sowie geprüfter und vereidigter Geodät
- Sohnrey, Heinrich (1859–1948), deutscher Volksschriftsteller und PublizistHeinrich Sohnrey (1859–1948)

Heinrich Sohnrey (1859–1948)

- Sohns, Armin (* 1959), deutscher Politik- und Erziehungswissenschaftler
- Sohns, Eberhard (1936–2017), deutscher Politiker (SPD), MdL
- Sohns, Friedrich (1870–1919), deutscher Bürgermeister und Regimentskommandeur
- Sohns, Hans Friedrich (1907–1990), deutscher politischer Funktionär (NSDAP), deutscher SS-Sturmbannführer und Schriftsteller
- Sohns, Kurt (1907–1990), deutscher Maler, Zeichner und Grafiker
- Sohns, Torsten (* 1952), deutscher Generalarzt

### Soho
- Soho, Ruby (* 1991), US-amerikanische Wrestlerin
- Sōhō, Takuan (1573–1645), buddhistischer Zen-Mönch bzw. Zen-Meister
- Søholt, Helle (* 1972), dänische Architektin und Stadtplanerin
- Sohonie, Kamala (1911–1998), indische Biochemikerin

### Sohr
- Sohr, Friedrich Georg von (1775–1845), preußischer Generalleutnant
- Sohr, Ludwig von (1777–1848), preußischer Generalleutnant, Kommandeur der 4. Division
- Sohr, Samuel August (1751–1838), deutscher Advokat, Bürgermeister (Görlitz)
- Sohr, Tim (* 1980), deutscher Schriftsteller und Journalist
- Sohrabi, Mahdi (* 1981), iranischer Radrennfahrer
- Sohrabjan, Aschot (1945–2023), armenischer Komponist
- Sohrabnejad, Hamed (* 1983), iranischer Basketballspieler
- Sohre, Otto (1853–1926), deutscher Architekt, Baumeister und Bauunternehmer
- Sohre, Rolf (1928–2019), deutscher Kameramann
- Sohren, Peter, deutscher Kirchenmusiker
- Şöhret, Şalcı, erstes weibliches Hinrichtungsopfer der Türkei

### Sohs
- Sohst, Jörg (* 1946), deutscher Brigadegeneral und Kommunalpolitiker (CDU)
- Sohst, Walter (1898–1964), deutscher Polizeibeamter und SS-Führer
- Sohst, Wolfgang (* 1956), deutscher Verleger und Philosoph

### Sohu
- Sohun, Christelle (* 1981), mauritische Botschafterin

### Sohy
- Sohy, Charlotte (1887–1955), französische Komponistin
- Sohyang (* 1978), südkoreanische CCM-Sängerin, Popsängerin und Schriftstellerin